# Aktetas

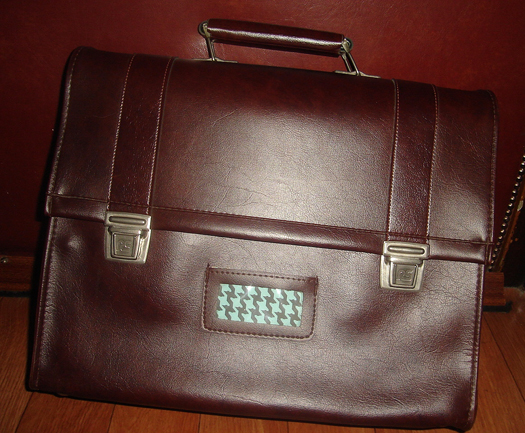
Aktetas

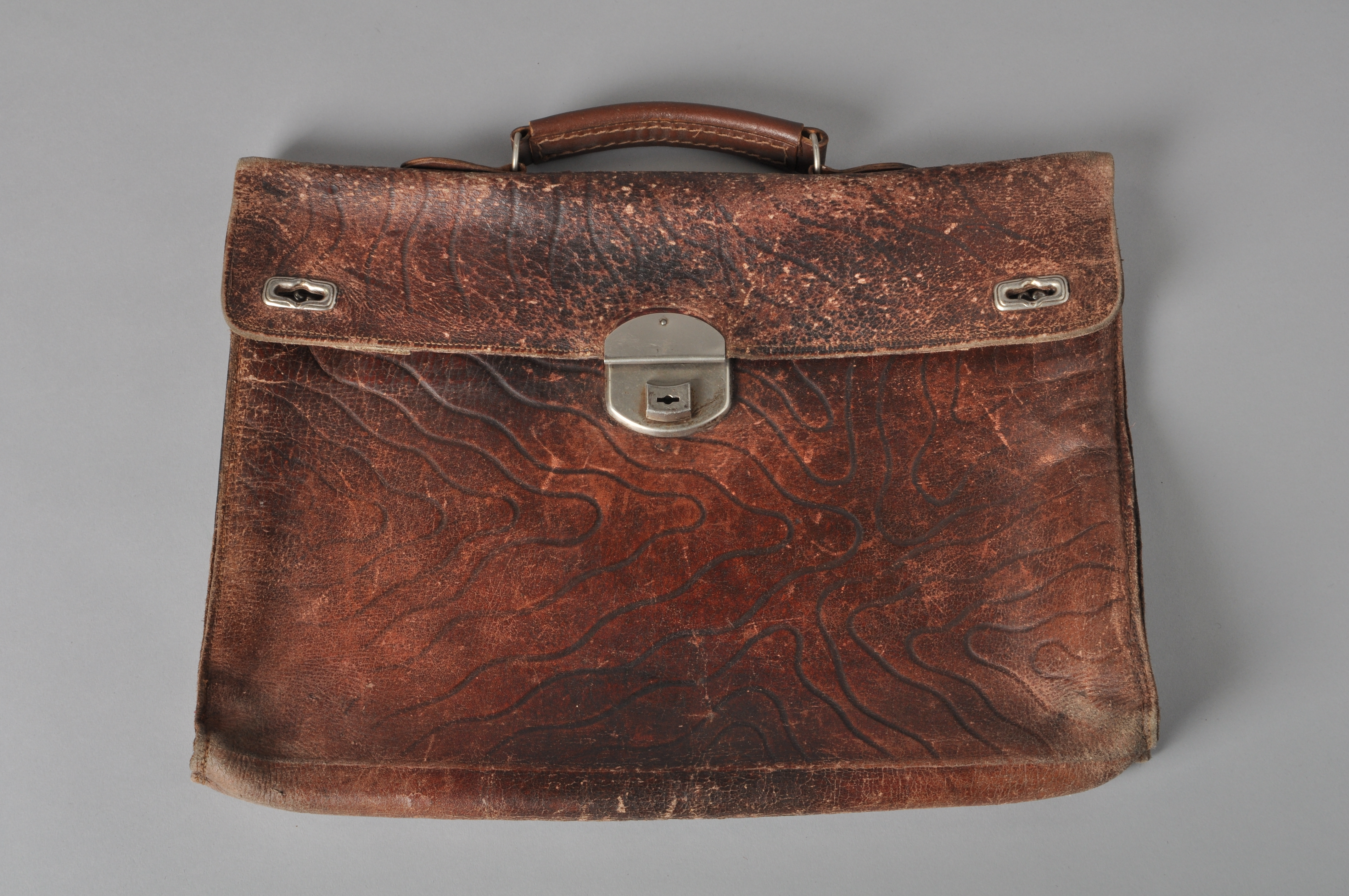
Aktetas uit het midden van de twintigste eeuw

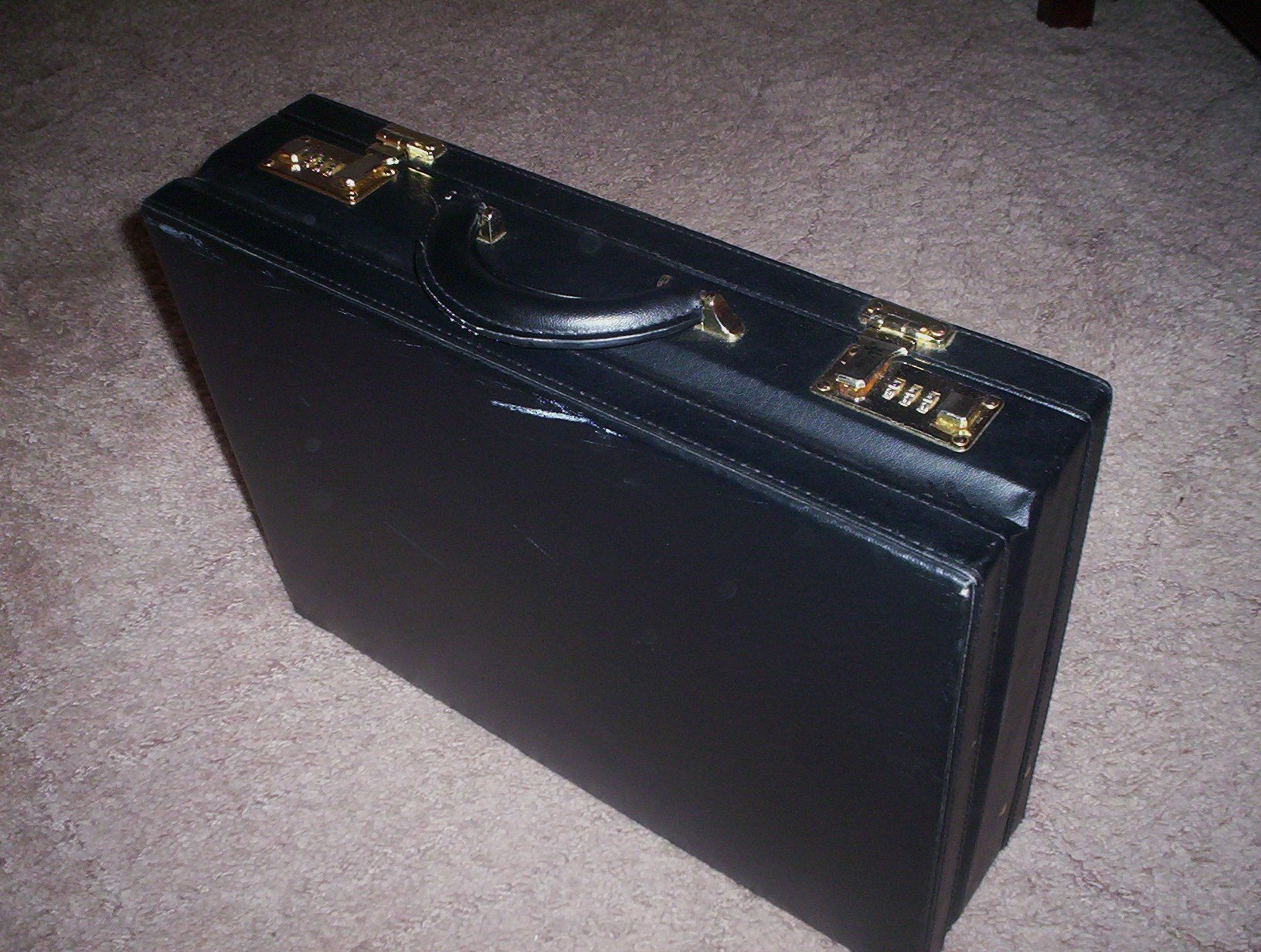
Een attachékoffer met cijfersloten

Een aktetas is een leren of stoffen tas met een handvat, in de vorm van een koffertje, en wordt meestal gebruikt voor het transporteren van papieren documenten. Juristen gebruiken dergelijke tassen om aktes naar de rechtbank te brengen, vandaar ook de naam. Zakenlui gebruiken ook aktetassen om belangrijke documenten en laptops te dragen.
Het ontwerp van de aktetas is afgeleid van een tas uit de veertiende eeuw waarmee geld en andere waardevolle zaken getransporteerd werden, een "budget", afkomstig van het Oudierse woord "bolg" ('tas' of 'zak'). Vandaar ook de financiële term.
Godillot van Parijs gebruikte eerst een ijzeren frame op een stoffen tas in 1826. Daarna volgende de Gladstone-tas en de Rodebery, een tas met een ovale bovenkant. Uiteindelijk werden dit de moderne aktetassen met metalen frames.

## Soorten aktetassen
Een portfolio is een tas zonder handvatten, die onder de arm dient gedragen te worden. De naam komt van het Italiaans "portare", wat "dragen" betekent, en "foglio", wat "blad" betekent.
Een foliotas is een portfolio met een uitschuifbaar handvat.
Een attaché of attachékoffer is een doosvormige tas uit leer met een scharnierend frame, dat in twee compartimenten opent. Het werd oorspronkelijk gebruikt door een attaché, diplomatische officieren verbonden met een ambassade of consulaat, benoemd voor een bepaalde capaciteit (bijvoorbeeld cultureel attaché, militair attaché).